# پوئرتو واراس
پوئرتو واراس (به اسپانیایی: Puerto Varas) یک شهرستان در شیلی است که در Llanquihue Province واقع شده‌است. پوئرتو واراس ۴٬۰۶۴٫۹ کیلومترمربع مساحت و ۳۷٬۵۶۱ نفر جمعیت دارد.

## خواهرخوانده
شهرهای ریو دو ژانیرو و باریلوچه خواهرخوانده‌های پوئرتو واراس هستند.

## نگارخانه

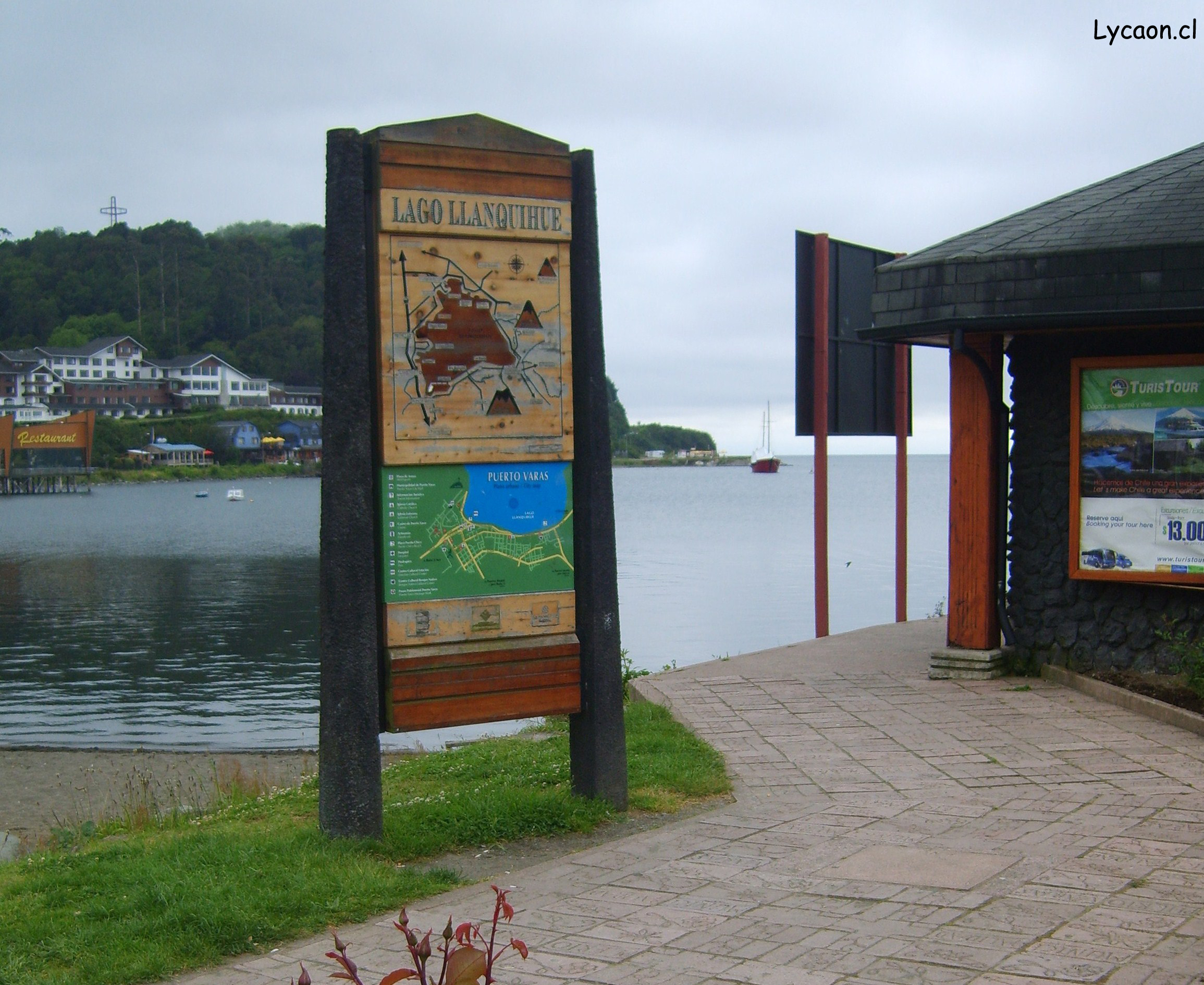
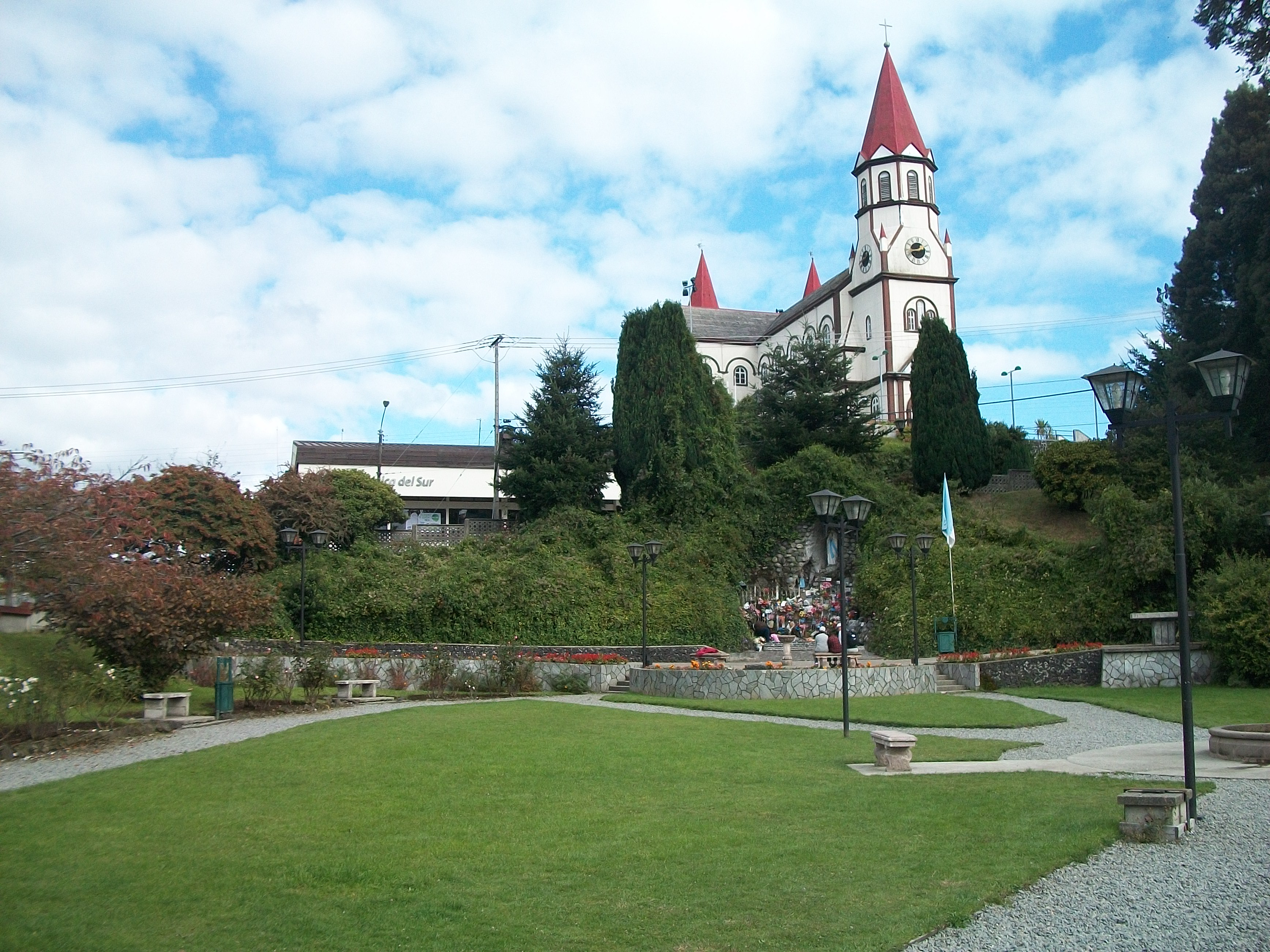
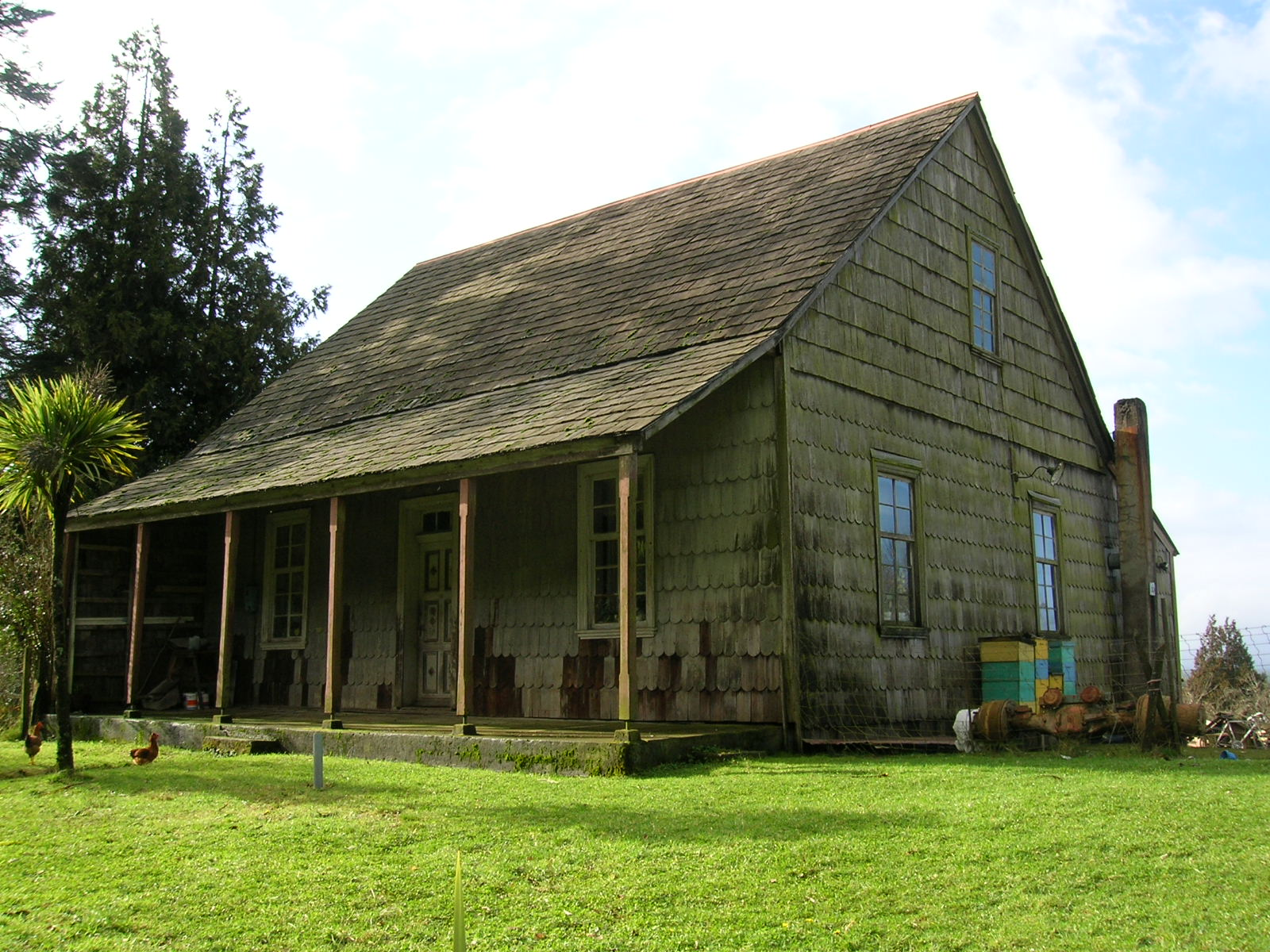
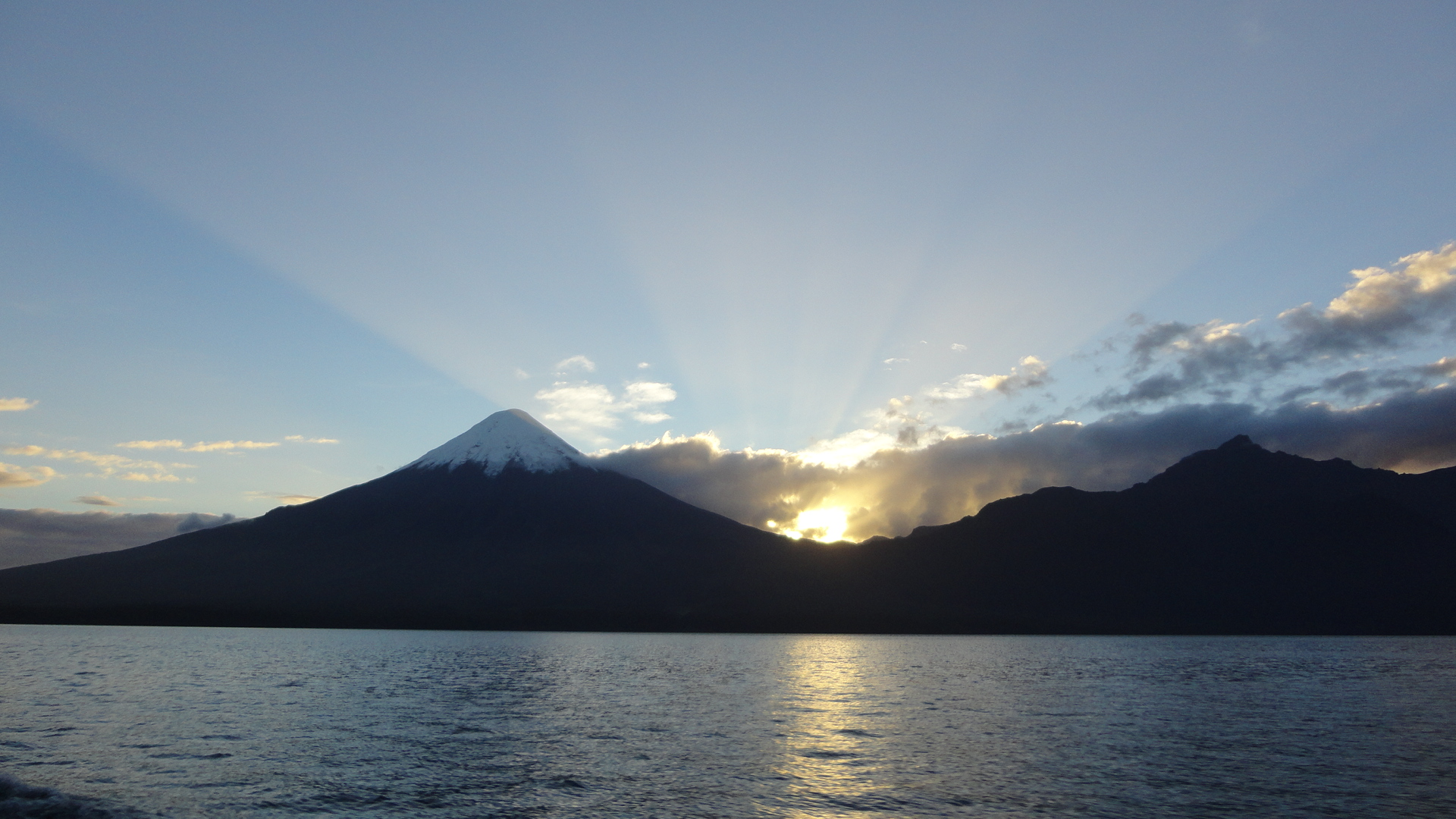
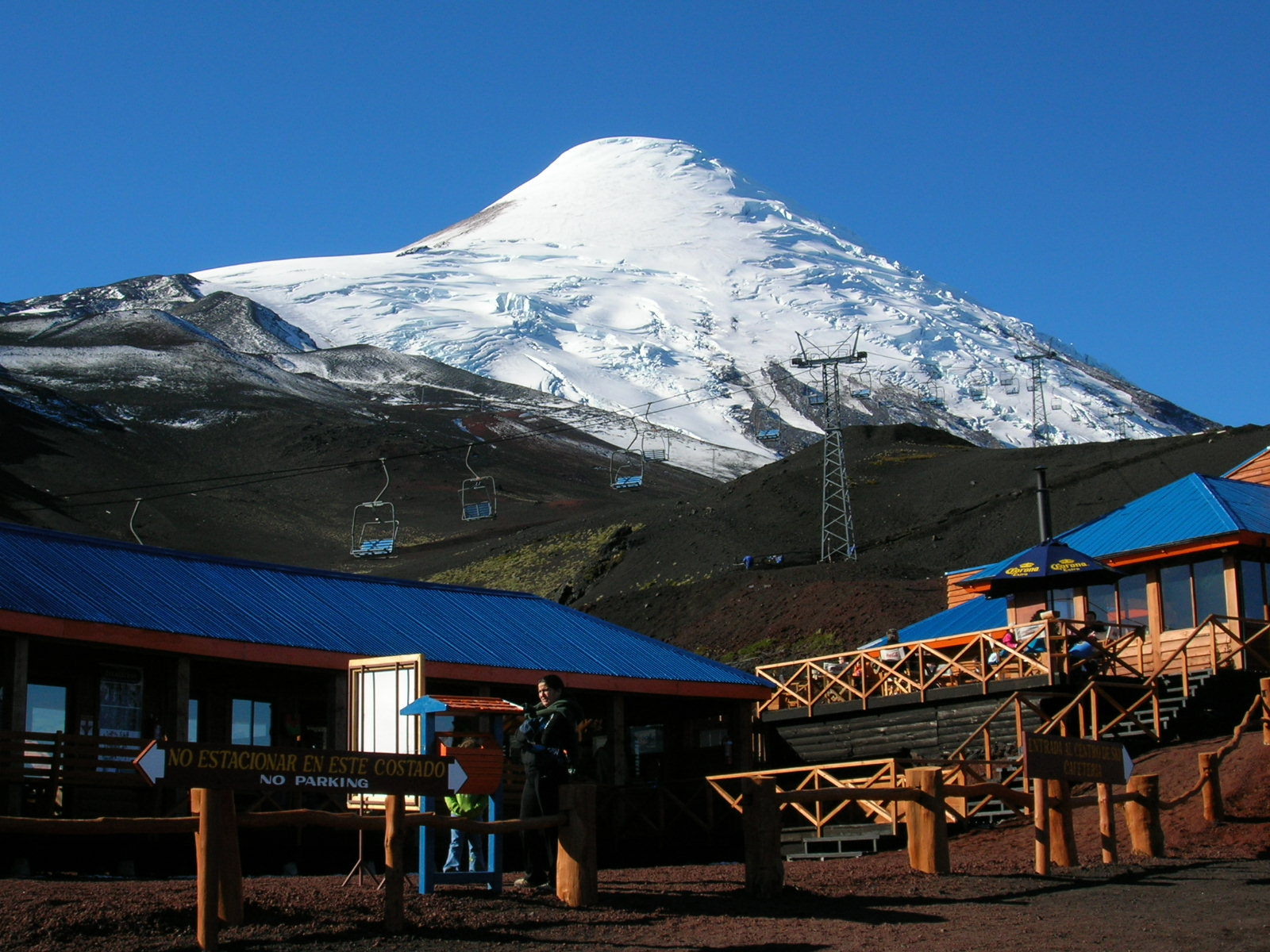
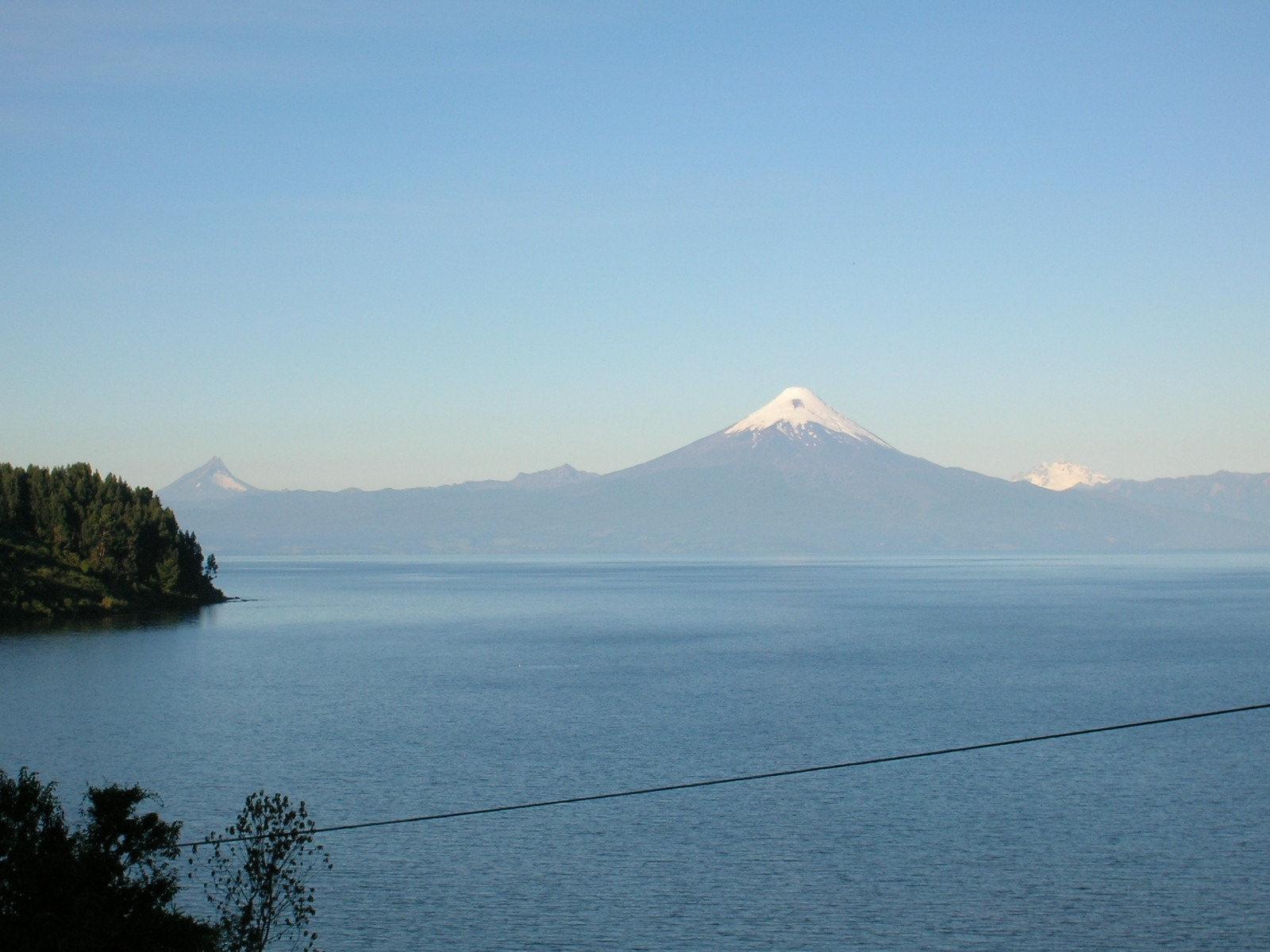
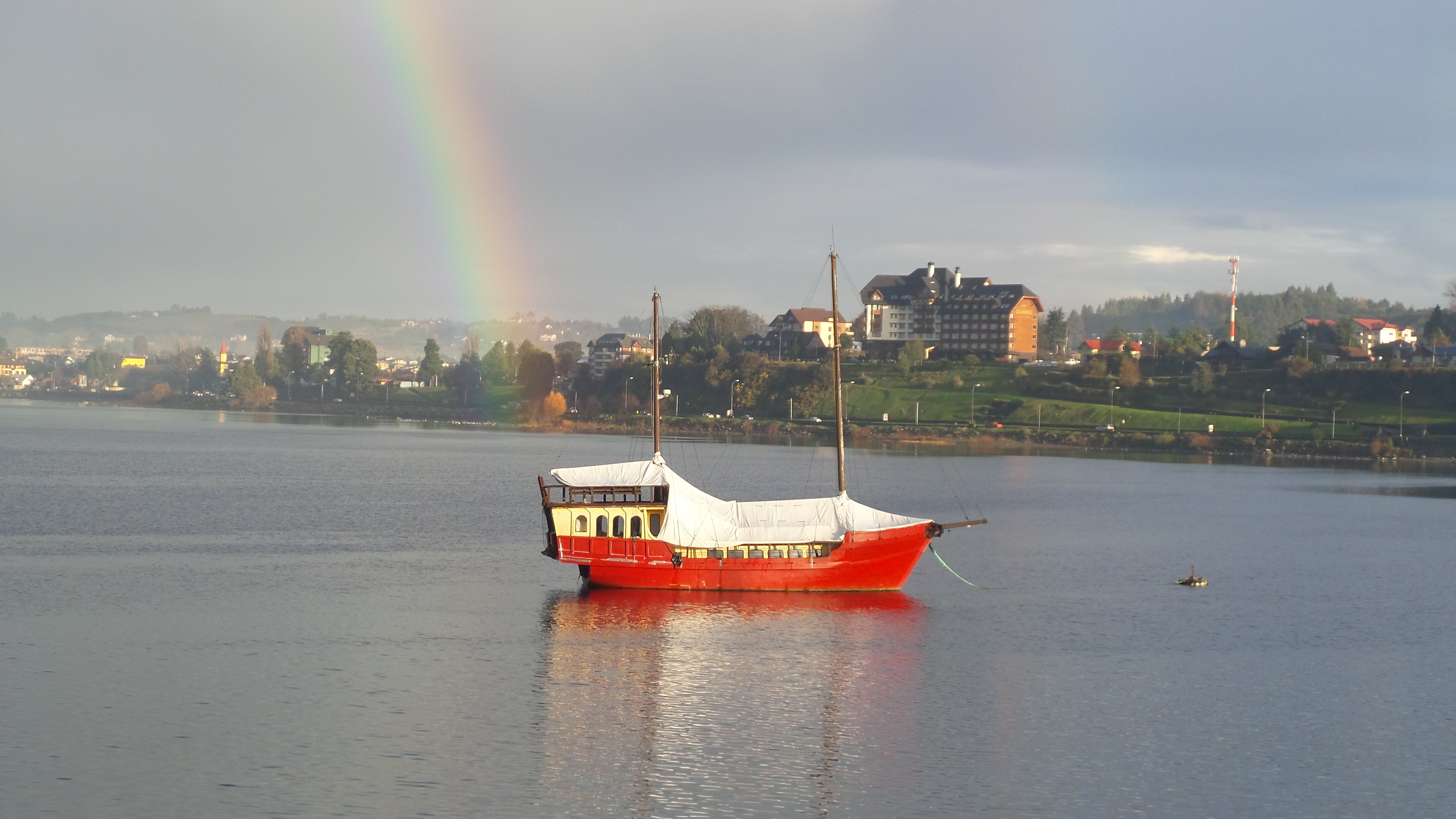